# Csöves tengeri rózsa
A csöves tengeri rózsa (Cerianthus membranaceus) a virágállatok (Anthozoa) osztályának a csőanemónák (Ceriantharia) rendjébe ezen belül a Spirularia alrendjébe és a Cerianthidae családjába tartozó faj.

## Előfordulása
A Földközi-tengerben és az Atlanti-óceán parti vizeiben honos. Az iszapos és homokos aljzaton él.

## Megjelenése
Az aktíniákhoz (Actiniidae) hasonló csőanemóna, váza azonban nincs. 20-35 centiméter magas, megnyúlt teste rövid szájkarokban és hosszú, vékony, fonalszerű tapogatókban végződik; ezek koronát alkotnak. Homokszemcsékből és más anyagokból nyálkás váladékával összetapasztott lakócsőben él; ez akár 1 méter mélyen is lenyúlhat a homokba. Veszély esetén behúzódik a csőbe. Lehet fehéres, világoszöld, barna vagy ibolyaszínű, egyszínű vagy gyűrűs rajzolatú.

## Képgaléria

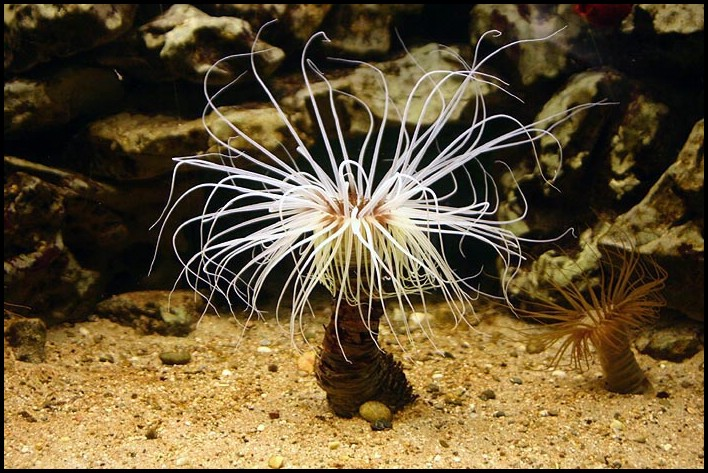
Csöves tengeri rózsa kinyújtott tapogatókkal
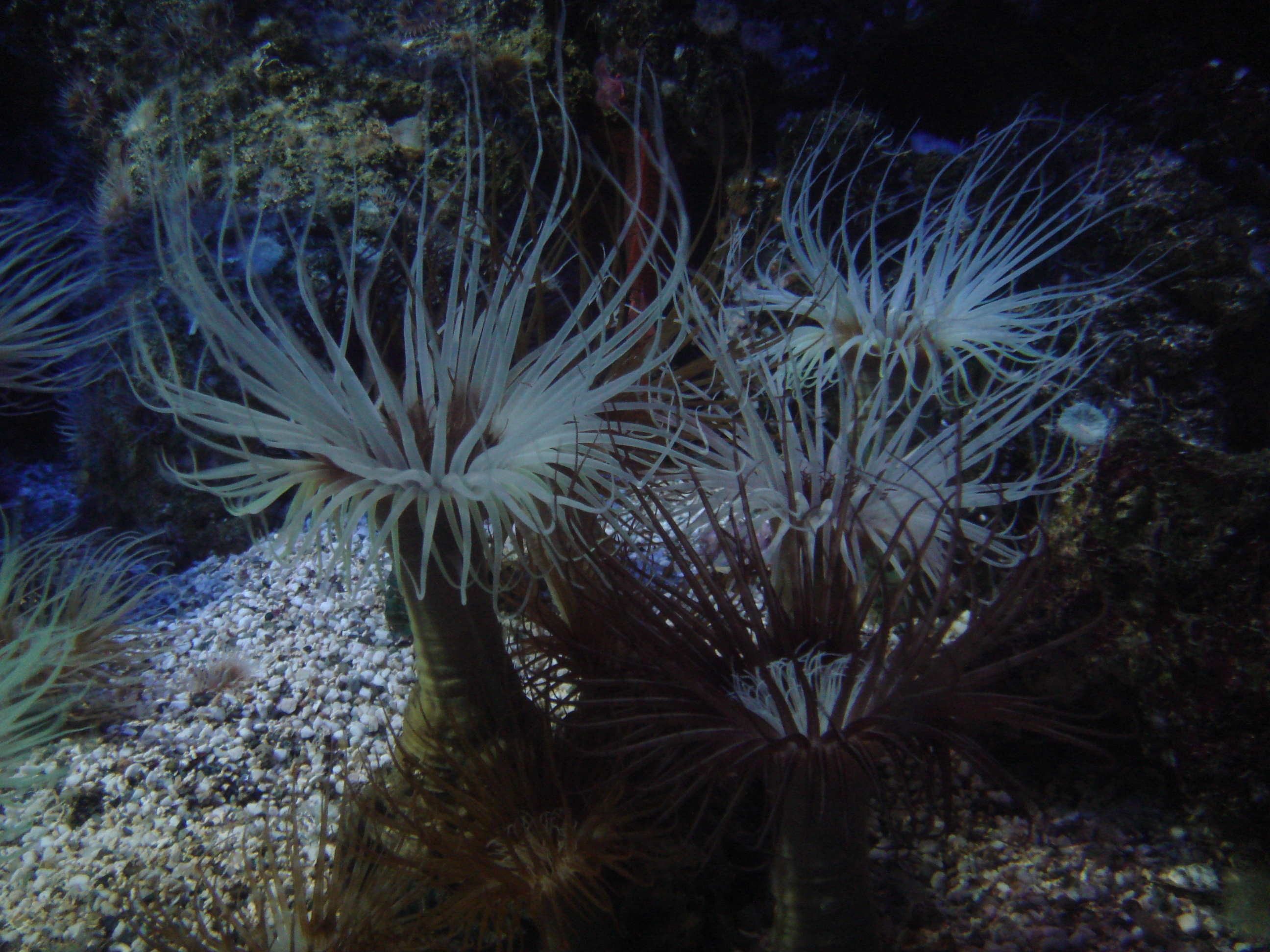
Csöves tengeri rózsák egy olaszországi akváriumban
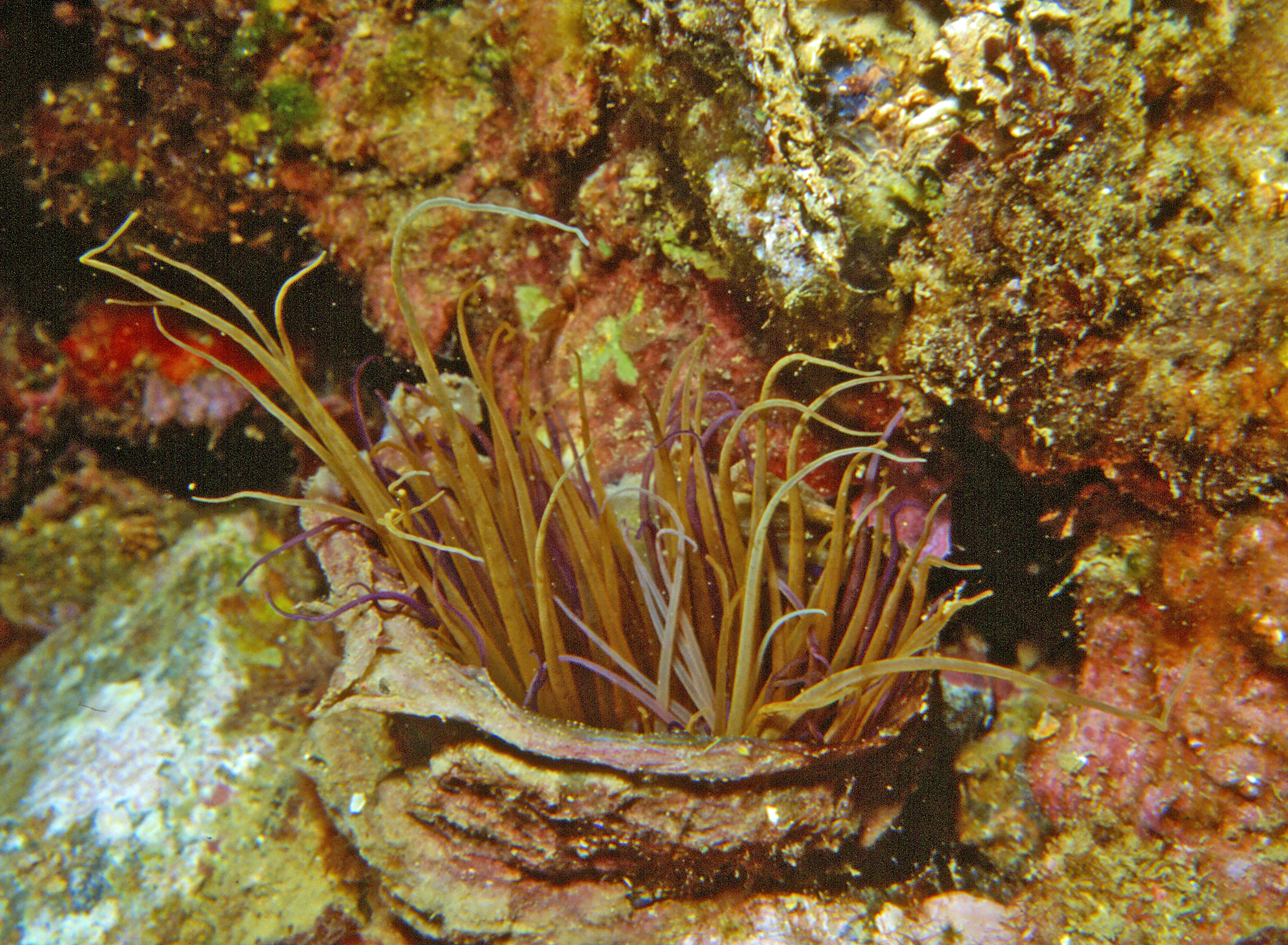
Részben a csőbe bújva
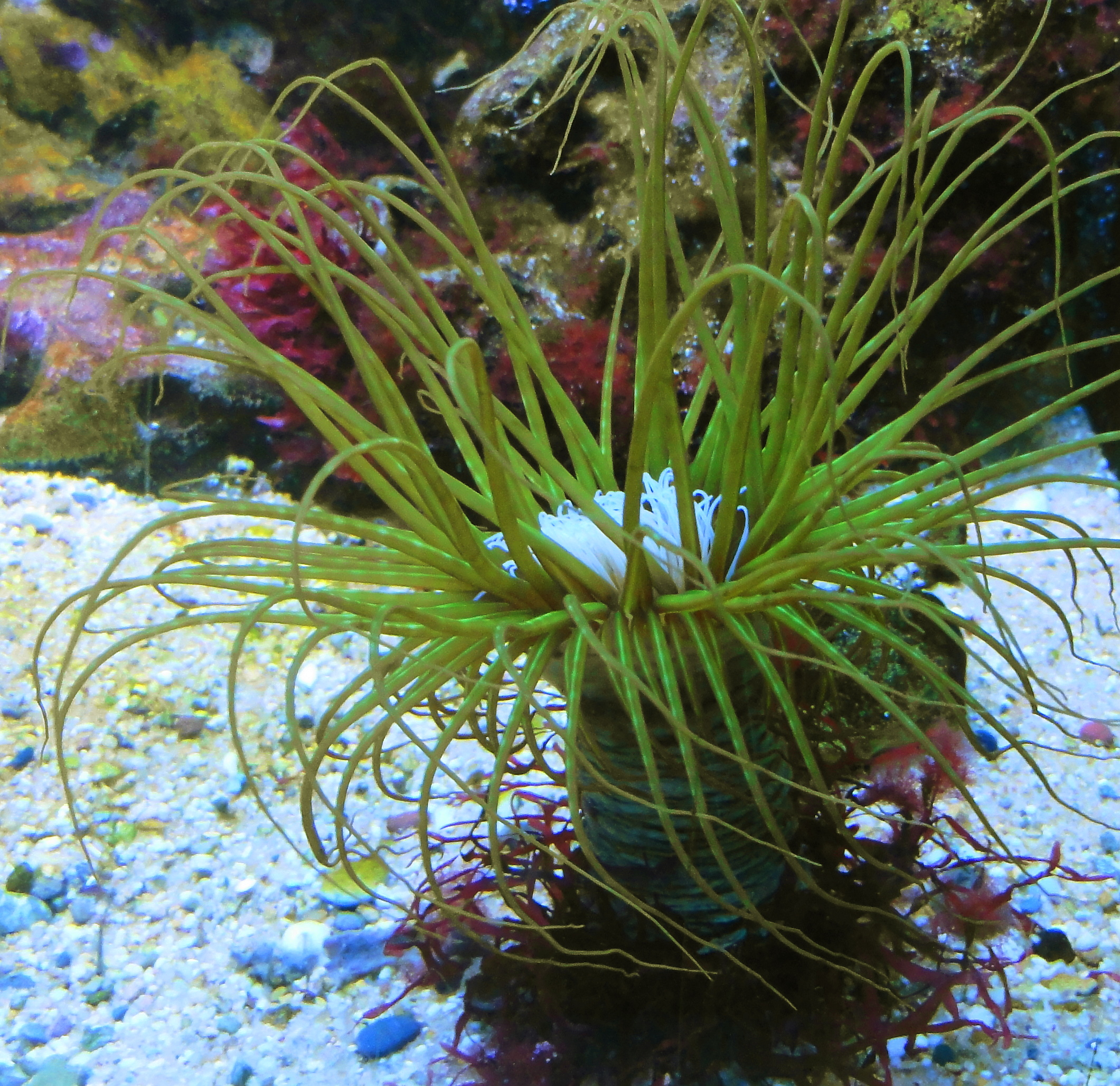
Csöves tengeri rózsa a frankfurti állatkertben